# Ми плачемо иза тамних наочара
Ми плачемо иза тамних наочара је први и једини студијски албум српског пост-панк бенда Добри Исак, снимљен у СКЦ Ниш 1986. Албум је оригинално издат на компактој касети и са ограниченом штампом од само стотину примерака, брзо се распродао и постао колекционарски предмет. Оригинални омот албума садржи слику измишљеног суперхероја из стрипа Фантом.
У децембру 2009, PMK Records је поново објавио албум са седам бонус песама необјављеног материјала . Сљедеће године, PMK је објавио ограничено издање албума, са логотипом бенда исписаним црвеном бојом на омоту албума и црним CD-ом, у 150 примјерака.

## Улична страна A
| №  | Назив                         | Трајање |  |
| 1. | Она се игра ножем             | 2:12    |  |
| 2. | Синоћ си сањао да си пас      | 3:02    |  |
| 3. | Ми плачемо иза тамних наочара | 4:54    |  |
| 4. | Чекамо (на истом месту)       | 2:53    |  |
| 5. | Ја знам да ћу пропасти        | 4:49    |  |

### Собна страна Б (Room Side B)
| №  | Назив                                      | Трајање |  |
| 1. | Феникс                                     | 3:30    |  |
| 2. | Плакати су иконе                           | 3:05    |  |
| 3. | Дозволи ми да останем у твоме кревету      | 2:59    |  |
| 4. | Мрзим те                                   | 3:45    |  |
| 5. | Ту у углу (тада сам те последњи пут видео) | 3:50    |  |

### CD нумере
| №  | Назив                                                     | Трајање |  |
| 1. | Ми плачемо иза тамних наочара (верзија из Маркизове собе) | 4:36    |  |
| 2. | Она се игра ножем (верзија из Маркизове собе)             | 2:14    |  |
| 3. | Кад ниси млад (верзија из Радио Ниша)                     | 2:47    |  |
| 4. | Хелен Келер                                               | 2:43    |  |
| 5. | И Исус носи вунене рукавице                               | 2:54    |  |
| 6. | Чудна кућа                                                | 6:36    |  |
| 7. | Филмови                                                   | 3:23    |  |

## Заслуге

### Добри Исак
- Предраг Цветичанин "Фродо" - гитара, вокал
- Милош Миладиновић "Пацов" - бас гитара, пратећи вокал
- Саша Марковић "Маркиз" - бубњеви, пратећи вокал
- Саша Марковић "Стипса" - продуцент албума

### Додатно особље
- Ненад Цветичанин (гитара, пратећи вокал у пјесмама направљеним у Маркизовој соби)
- Dejan Krasić (гитара на верзији пјесме из Радио Ниша)

## Друге верзије
- Године 1994. на албуму Land Ho!, група Ненада Цветичанина Arnold Layne & Alhemija, обрадила је пјесму „Ми плачемо иза тамних наочара".[3]
- Године 2010, хрватски рок бенд Млијеко обрадио је пјесму "Ми плачемо иза тамних наочара" на свом истоименом дебитантномалбуму.[4]
- Српска алтернативна музичка група Хоркестар, састављена од пет чланова бенда и тридесет чланова хора,[5] изводи пјесму "Синоћ си сањао да си пас" на њиховим наступима уживо.[6]
- Године 2013. српски трип хоп бенд Paydo Komma обрадио је "Ми плачемо иза тамних наочара".[7]

## Спошаљње везе
- Mi plačemo iza tamnih naočara at Discogs
- Enciklopedija niškog Rock 'n' Rolla 1962 - 2000, Stanojević Vladan;  86-902517-1-5